# Ново-Кономлади
Ново-Кономлади (болг. Ново Кономлади) — село в Благоевградской области Болгарии. Входит в состав общины Петрич. Находится примерно в 12 км к северо-востоку от центра города Петрич и примерно в 67 км к югу от центра города Благоевград. По данным переписи населения 2011 года, в селе  проживало 158 человек, преобладающая национальность — болгары.

## Население
| Год     | 1934 | 1946 | 1956 | 1965 | 1975 | 1985 | 1992 | 2001 | 2011 |
| ------- | ---- | ---- | ---- | ---- | ---- | ---- | ---- | ---- | ---- |
| Жителей | 342  | 424  | 403  | 422  | 327  | 302  | 276  | 214  | 158  |

|  |